# 덤 덤 듀건
덤 덤 듀건(Dum Dum Dugan)은 마블 코믹스가 발행하는 만화책의 등장인물로, 스탠 리와 잭 커비에 의해 만들어졌으며 1963년 5월 ‘병장 퓨리와 하울링 코만도스’ 1화에 처음으로 등장하였다. 본명은 티모시 알로시우스 캐드왈라더 듀건(Timothy Aloysius Cadwallader Dugan)이다. 미국 보스턴 태생인 듀건은 1941년 서커스단의 역사로 유럽 순회공연을 하던 중 비밀 구조 임무를 수행하던 닉 퓨리를 만났고 닉 퓨리의 주도로 설립된 특공대 팀 하울링 코만도스(Howling Commandos)의 멤버가 되었다. 후에 닉 퓨리를 따라 쉴드(S.H.I.E.L.D) 에 들어가 활동했다.
그린 고블린인 노먼 오스번이 쉴드를 해산 시키자 다른 하울링 코만도스의 멤버 게이브 존스와 사설 용병 회사 하울링 코만도스를 설립했다.
2011년 영화 《퍼스트 어벤져》에서는 닐 맥도너가 연기했다.